# Acanthochitona balesae
Acanthochitona balesae är en blötdjursart som beskrevs av Abbott 1954. Acanthochitona balesae ingår i släktet Acanthochitona och familjen Acanthochitonidae. Inga underarter finns listade i Catalogue of Life.